# Erweiterte Ordnung (Sozialordnung)
Die Erweiterte Ordnung (engl. extended order) wurde von Friedrich August von Hayek 1991 in seinem Werk Die verhängnisvolle Anmaßung eingeführt. Sie beschreibt Struktur und Dynamik der menschlichen Gesellschaft als Ergebnis eines geplanten Entwurfs der Sozialordnung im Verbund mit spontanen, selbstorganisierten Prozessen. Diese Sozialordnung nennt er „erweiterte Ordnung des menschlichen Zusammenwirkens“ in der Gesellschaft. Der Kapitalismus ist für Hayek ein wichtiges Beispiel für eine Erweiterte Ordnung.

## Entwicklung der Erweiterten Ordnung in der Gesellschaft
Hayek unterscheidet allgemein die spontane Sozialordnung von der sozialen Organisation als Ergebnis eines bewussten gesellschaftlichen Entwurfs. Erstere beinhaltet Verbote als gesellschaftliche Normen, letztere konkrete Regeln in Form von Geboten. Die entworfene Sozialordnung startet mit einer bestimmten Struktur und einem Satz von Regeln, entwickelt sich dann aber im Rahmen der sozialen Prozesse der Individuen und Institutionen, der Soziodynamik, selbstorganisiert weiter. Die spontane Sozialordnung dagegen startet ohne vorgegebene Struktur, die Individuen verfolgen ihre Ziele mit eigenen Mitteln. Die Erweiterte Ordnung ergibt sich aus der Kombination eines gesellschaftlichen Entwurfs Einzelner (bspw. eines „Rates der Weisen“ (Hayek) wie beispielsweise die Mitglieder der Mont Pèlerin Society beim Entwurf des Neoliberalismus) mit der kollektiven, selbstorganisierten Weiterentwicklung in der Gesellschaft.
Die Erweiterte Ordnung ist ontologisch. Ihre Kraft und ihren Erfolg im Wettbewerb gewinnt sie aus dem mit ihr verbundenen Pluralismus (Hayek verwendet diesen Ausdruck zwar in dem o. g. Buch nicht, umschreibt ihn aber immer wieder mit spontan und anderen Worten). Die Erweiterte Ordnung „… kann das verteilte Wissen vieler Menschen besser umsetzen, als die planende Konstruktion Einzelner“. Die Gesellschaftsformen und ihre Regeln unterliegen nach Hayek einer kulturellen Evolution, bei der sowohl der weltanschauliche Entwurf als auch die pluralistische Selbstorganisation für die Wettbewerbsfähigkeit der Gesellschaftsform eine große Rolle spielen. Die Entwicklung der Erweiterte Ordnung wird durch eine angemessene Freiheit und Subsidiarität der Bürger und gesellschaftlichen Institution gefördert und durch zu viel zentralen Dirigismus und Bevormundung durch den Staat beschädigt, insbesondere wenn der Staat durch eine einseitige, demagogische Ideologie beherrscht wird.
Mario Bunge und Martin Mahner weisen in ihrer systematischen Analyse zur Natur der Dinge darauf hin, dass weder idealistische Theoretiker noch einseitig biologisch orientierte Materialisten „die ungeheure Vielfalt sozialer Organisationsformen“ befriedigend erklären können. Nur ein „emergentistischer“ Ansatz kann die autonomen Entwicklungen und die strukturierten Teilsysteme der menschlichen Gesellschaft plausibel erklären. Die Menschen und ihre Institutionen repräsentieren zusammen mit der von ihnen geschaffenen Kultur das reale, ontologische System der Gesellschaft.

## Wirkung der Erweiterten Ordnung in der Gesellschaft
Die gesellschaftlichen Prozesse und die Entwicklung der Strukturen finden unter den Bedingungen von Komplexität statt. Der Grund dafür sind die teilweise starken Rückkopplungen innerhalb der Gesellschaft und die gemäß der Begrenzten Rationalität nichtlinearen Bausteine der Gesellschaft, der Menschen. Die Komplexität wird dabei durch die nichtlineare Dynamik der Prozesse in der Gesellschaft erzeugt. Daher müssen die Konsequenzen nichtlinearer Dynamik für die Funktion und die Entwicklung der Gesellschaft berücksichtigt werden. Klaus Mainzer nennt die dadurch bedingte gesellschaftliche Struktur auch Soziokonfiguration und ihre Prozesse Soziodynamik. Die oberste Ebene der Soziokonfiguration besteht aus der Makroebene und der Mikroebene der Gesellschaft, siehe Bild, und die oberste Ebene der Soziodynamik aus den Wechselwirkungen zwischen ihnen, die als Pfeile eingezeichnet sind.

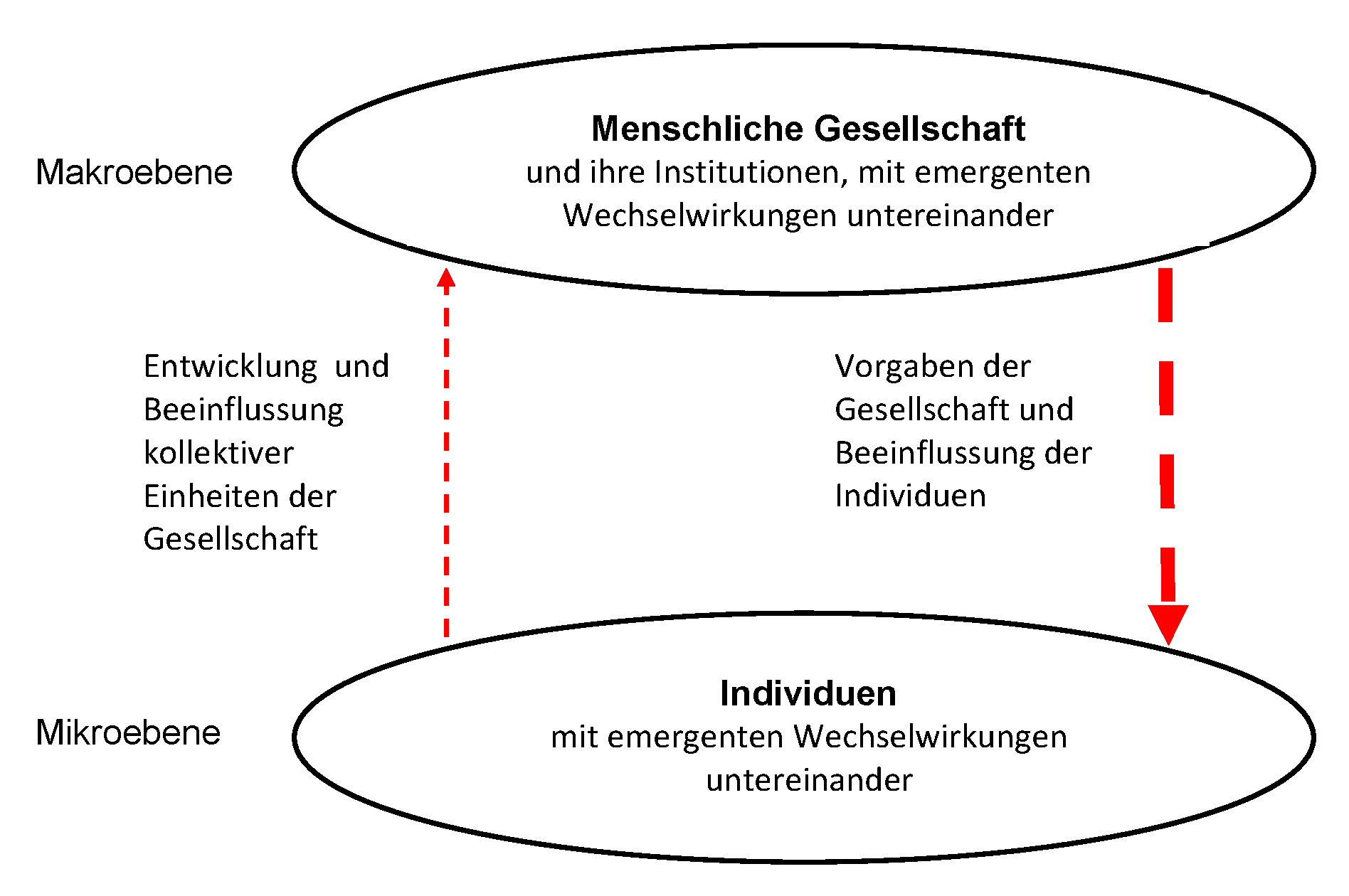
Top Level Architecture of the Society

Weltanschauungen oder Ideologien wirken als Ordnungsparameter auf die nichtlinearen Prozesse der Soziodynamik.
Der Kapitalismus ist für Hayek das wichtigste Beispiel einer Erweiterten Ordnung. Hayek ist überzeugt, dass die fehlende Berücksichtigung der Selbstorganisation und des damit verbundenen Pluralismus der Erweiterten Ordnung “… a key flaw within socialist thought, which holds only purposefully designed changes can be most-efficient” aufzeigt. Darüber hinaus ist die Erweiterte Ordnung “… a framework of institutions – economic, legal, and moral – into which we fit ourselves by obeying certain rules of conduct that we never made, and which we have never understood in the sense of which we understand how the things that we manufacture function.”